# 索爾茲伯里島 (努納武特)
63°35′N 77°00′W / 63.583°N 77.000°W

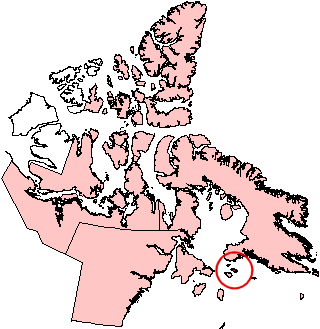

索爾茲伯里島是加拿大的島嶼，位於哈得遜海峽，屬於北極群島的一部分，由基吉柯塔魯克地區負責管轄，長46公里、寬20公里，面積804平方公里，最高點海拔高度503米，島上無人居住。